# Chiesa dello Spirito Santo (Krnov)
La chiesa dello Spirito Santo (in ceco Kostel svatého Ducha) è stata un luogo di culto cattolico a Krnov, comune del Distretto di Bruntál, nella Regione di Moravia-Slesia, Repubblica Ceca. Quando era aperta come chiesa la sua parrocchia apparteneva alla diocesi di Ostrava-Opava, suffraganea dell'arcidiocesi di Olomouc. L'edificio viene utilizzato come sala da concerto dagli anni ottanta del XX secolo e viene considerato un monumento culturale nazionale.

## Storia

Sala con ingresso e cantoria con le sedie per il pubblico dei concerti

Antico presbiterio che conserva l'organo a canne e che è stato adattato per ospitare i gruppi musicali che vi si esibiscono

La ex chiesa di Chiesa dello Spirito Santo è uno degli edifici più antichi conservati a Krnov. Le sue origini risalgono al 1380, quando la città affrontò la necessità di costruire un ospedale per i malati, i poveri e gli affamati. La chiesa fu costruita sotto il patronato dell'Ordine dei Cavalieri Teutonici che in città già si erano interessati per la chiesa di San Martino. L'edificio originale dell'ospedale era probabilmente realizzato in legno e serviva da ricovero per poche persone, 12 uomini e donne fisicamente e mentalmente sani che erano chiamati residenti dell'ospedale anche se non era un vero e proprio ospedale. Vi trovavano alloggio cibo, vestiti e assistenza sanitaria gratuiti e ricevevano anche una piccola indennità in denaro. Questo li obbligava a pregare 3 volte al giorno in chiesa in favore dei loro benefattori. L'ospedale era gestito dalla chiesa e per questo per secoli i monaci e i loro aiutanti si presero cura dei malati. Vicino all'ospedale fu sempre presente una chiesa, perché la missione della chiesa era quella di curare e prendersi cura non solo del corpo, ma anche dell'anima. La chiesa primitiva sorgeva perpendicolare alla navata che ci è pervenuta. Della struttura originale ci è pervenuto l'arco santo nella recente tribuna laterale. Il soffitto originariamente era a travi rettilinee che attorno alla metà del XV secolo fu sostituito da una volta a crociera che venne quasi subito arricchita di deorazioni ad affresco. Al tempo delle guerre con gli Hussiti, quando la Chiesa cattolica locale venne perseguitata, l'ospedale venne chiuso e i malati furono trasferiti nel monastero dei Minoriti. L'edificio vuoto dell'ospedale servì per qualche tempo come granaio e come taverna. Nel XVIII secolo, quando la chiesa era stata già riaperta al culto, venne ricostruita e fu edificata una nuova facciata anteriore con un timpano e due finestre barocche nella navata. L'orientamento in quell'occasione venne cambiato. Il tetto venne dotato di una torretta che ci è pervenuta. Dagli anni ottanta del XX secolo la struttura è stata sconsacrata e riadattata per divenire una sala da concerto.

## Descrizione

### Esterni
L'ormai ex chiesa dello Spirito Santo si trova nella parte centrale dell'abitato di Krnov, comune della Regione di Moravia-Slesia in Repubblica Ceca. L'orientamento dal punto di vista religioso è stato cambiato dopo la sua ricostruzione del XVII secolo ed è verso sud. Conserva lo stile barocco della seconda metà del XVIII secolo.
Adiacente alla chiesa si trova l'edificio in stile classicista a tre piani dell'ospedale risalente agli anni ottanta del XIX secolo e costruito sulle fondamenta di una antica casa medievale. Nel penultimo decennio del XX anche lo spazio anticamente ospedaliero è stato adattato alle esigenze di una sala da concerto.

### Interni
La navata interna è unica e vi sono conservati dipinti ad affresco risalenti al XV secolo che ne rendono gli interni particolarmente interessenti dal punto di vista storico ed artistico. L'autore non è stato individuato e si tratta di 27 dipinti con scene dell'Antico e del Nuovo Testamento disposte in una fascia lungo le pareti, opera unica in tutta la zona della Moravia settentrionale e della Slesia. Tutta la sala è stata riadattata per poter ospitare concerti.

### Monumento nazionale culturale della Repubblica Ceca
La tutela dei monumenti della Repubblica Ceca considera la ex chiesa dello Spirito Santo di Krnov un monumento culturale nazionale tutelato col numero di catalogo 1000159619. Oggetto di tutela sono la ex chiesa dello Spirito Santo col vicino edificio che ospitava l'ospedale.